# Пал, Кеннет
Кеннет Пал (нидерл. Kenneth Paal; 24 июня 1997 года, Арнем, Нидерланды) — суринамский и нидерландский футболист, защитник английского клуба «Куинз Парк Рейнджерс» и сборной Суринама.

## Карьера
Начинал свою карьеру в академии клуба НЕК. В 2010 году перебрался в академию ПСВ. С 2014 года — игрок второй команды. Дебютировал за неё 9 августа 2014 года в поединке против «Ахилесса 1929». Всего в дебютном сезоне провёл 9 встреч. В течение сезонов 2015/16 и 2016/17 был основным игроком молодёжной команды, проводил в старте по 34 матча.
Сезон 2017/18 Пал начал в основной команде. 12 августа 2017 года он дебютировал в Эредивизи в поединке против АЗ, выйдя на замену на 32-й минуте вместо Джошуа Бренета.
Кроме того, Пал являлся игроком юношеских сборных Нидерландов. Принимал участие в чемпионате Европы 2014 года среди юношей до 17 лет, а также в чемпионате Европы 2015-го и 2016-го годов среди юношей до 19 лет.
В 2022 году дебютировал за сборную Суринама.

## Достижения
Международные
- Серебряный призёр чемпионата Европы (до 17 лет) (1): 2014